# De Mars (De Blesse)
De Mars – wiatrak w miejscowości De Blesse, w gminie Weststellingwerf, w prowincji Fryzja, w Holandii. Młyn został wzniesiony w 1997 r. Ma on trzy piętra, przy czym powstał na trzypiętrowej bazie. Jego śmigła mają rozpiętość 18,20 m.